# Stoker
Stoker – urządzenie do mechanicznego podawania węgla w parowozach, ułatwiające pracę obsłudze pociągu.

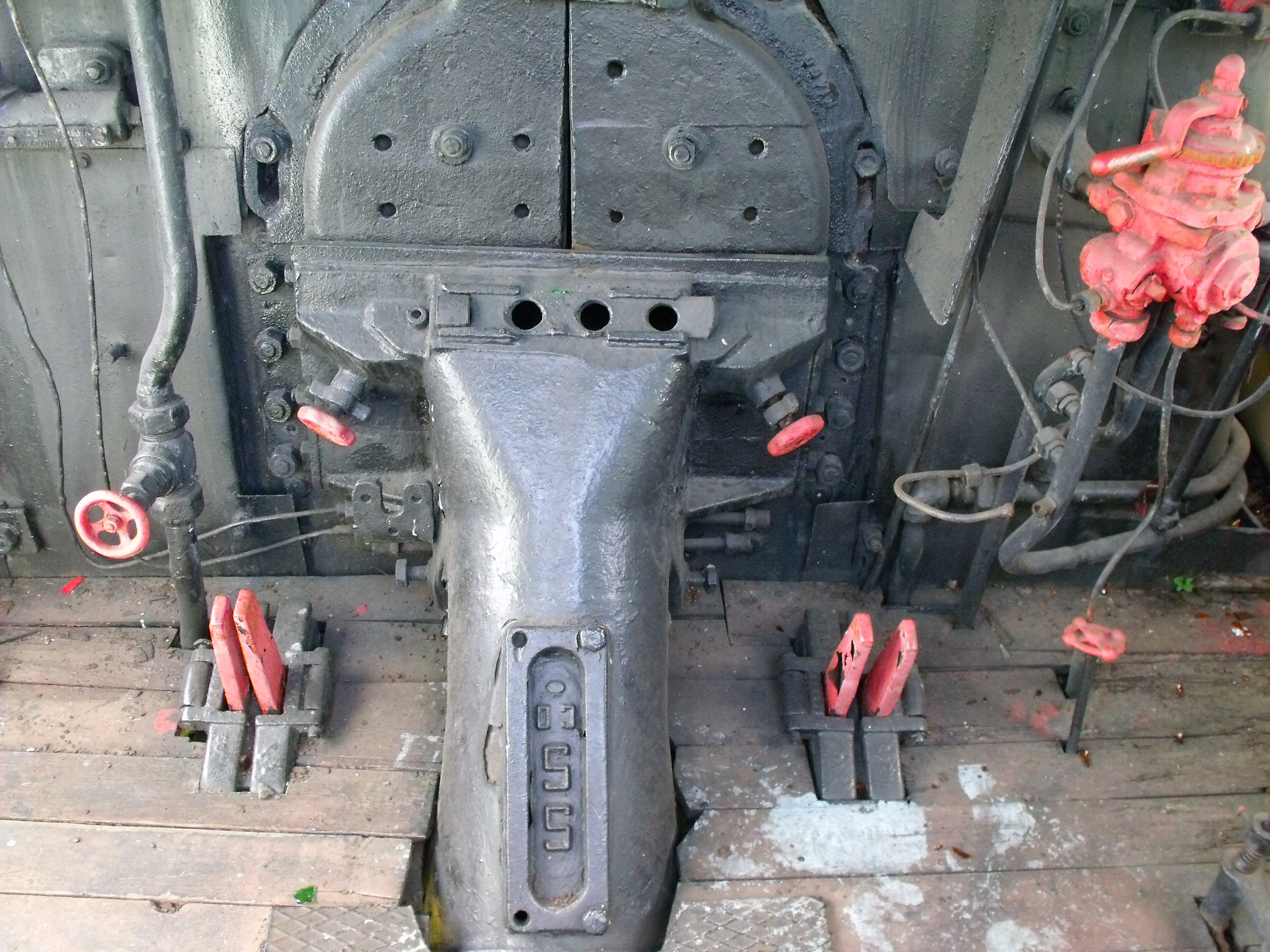
Głowica stokera w kabinie maszynisty Ty246

Stosowano je głównie w ciężkich lokomotywach o dużej powierzchni rusztu (powyżej ok. 6 m², a w USA nawet do 15 m²) lub podczas używania słabszych kalorycznie gatunków węgla, gdzie klasyczne podawanie paliwa za pomocą łopaty było za wolne.

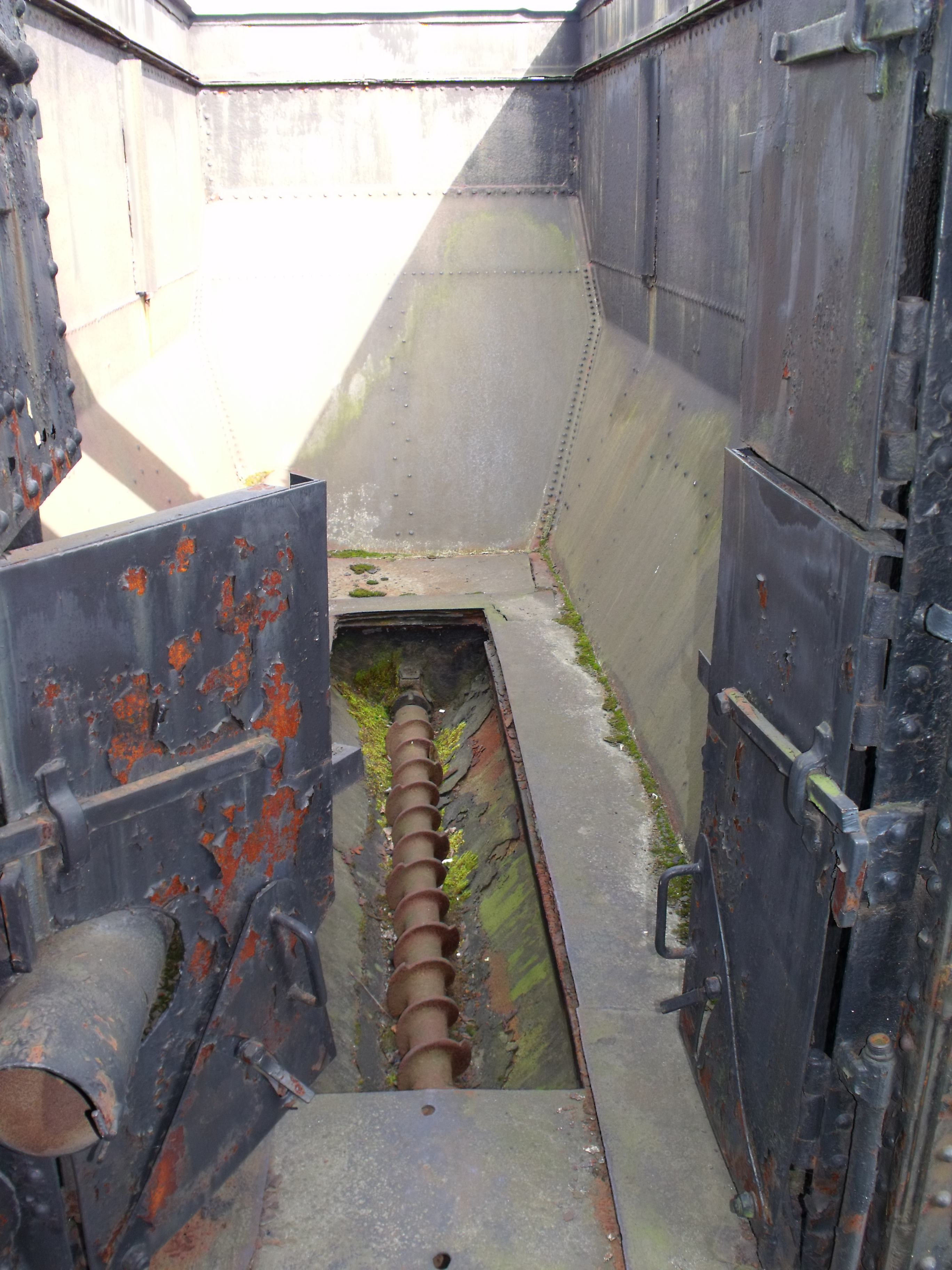
Ślimakowy podajnik stokera w tendrze Ty246

Ponadto niektóre parowozy (np. Big Boy) miały ogromne paleniska co uniemożliwiało wręcz ręczne podawanie paliwa na ruszt. Najwcześniej wprowadzane masowo w Stanach Zjednoczonych (gdzie do opalania parowozów używano głównie gorszej jakości węgla); w Polsce na większą skalę dopiero po 1945 roku, wcześniej stosowano jedynie w serii Ty23.
Poza USA i Polską, stokery używane były m.in. w konstrukcjach parowozów radzieckich, francuskich i czechosłowackich.
Poza Ty23 stoker był na takich parowozach PKP jak:
- Ty51
- Ty246
- Pt47 (niektóre egzemplarze)
- Ty45 (niektóre egzemplarze)
- Ty2 (dwa egzemplarze, oba zachowane, stacjonują w Ełku i Chabówce).